# Шерин, Шери
Шери Шерин (фр. Chéri Chérin, настоящее имя — Жозеф Кинконда, Joseph Kinkonda; род. 16 февраля 1955, Леопольдвиль, Бельгийское Конго) — африканский художник, является одним из главных представителей Народного художественного движения (Popular Art Movement) в Киншасе. Художники этого движения сфокусировались на темах местной современной жизни и искусстве для местных жителей. Крупная выставка этого движения была проведена в Брюсселе в 2003 году. Также участвовал в передвижной выставке Africa Remix (2004—2005, Дюссельдорф, Париж, Лондон и Япония).
Работы содержат элементы стенных газет, комиксов и плакатов, доминирующими темами творчества художника являются политика, коррупция и аспекты насилия.

## Биография
Родился 16 февраля 1955 года в Леопольдвиле, столице Бельгийского Конго (ныне Киншаса, Демократическая Республика Конго).Учился в Академии изобразительных искусств (1978) в Киншасе у австрийского художника-керамиста Петера Вайхса (Peter Weihs). В это же время Шери Шерин начал рисовать плакаты в своём жилом квартале Нджили (Ndjili), создал фрески на стенах баров, парикмахерских и бутиков. Это были впечатляющие изображения повседневной жизни, не лишенные серьёзного содержания.
Шери Шерин завоевал популярность у себя на родине в 1978 году благодаря выставке Art Everywhere, которая привлекла внимание к целой группе молодых «народных» художников, называемых так потому, что их репрезентативная нарративная живопись была обращена к обычным людям и уходит корнями в народное искусство. Самба (Samba), Моке (Moké), Бодо (Bodo) и Шери Шерин были главными новаторами группы, добившимися успеха.
Сегодня Шери Шерин является одним из самых известных художников в Киншасе и учителем многих молодых талантливых художников.
В 2009 году работы Шери Шерина были представлены в основном проекте Московской биеннале современного искусства.

## Персональные выставки
| - 2009 — «QUi Fait Quoi», Influx Contemporary Art, Лиссабон. - 2004 — «Mémoires de Lubumbashi», Lubumbashi National Museum, Киншаса. - 2004 — Gallery Art Körner, Гаага. | - 2003 — Dommenhoff, Нерпелт, Бельгия. - 2003 — «Kin Moto Na Bruxelles», Hotel de Ville, Брюссель. | - 2002 — «Marc Dengis Gallery», Брюссель. - 1993 — Wallonie Bruxelles Center of Kinshasa, Киншаса. - 1991 — Французский культурный центр Киншасы, Киншаса. |